# Acacia burbidgeae
Acacia burbidgeae é uma espécie de leguminosa do gênero Acacia, pertencente à família Fabaceae.